# 루카 로초슈빌리
루카 로초슈빌리(조지아어: ლუკა ლოჩოშვილი, 1998년 5월 29일 ~ )는 조지아의 축구 선수로 현재 2. 분데스리가의 1. FC 뉘른베르크와 조지아 국가대표팀에서 센터백으로 활약하고 있다.

## 구단 경력

### 디나모 트빌리시
로초슈빌리는 2016년 1군으로 승격하기 전에 디나모 트빌리시 유소년 팀에서 처음으로 뛰었다. 그는 2016년 11월 18일 로코모티비 트빌리시와의 경기에서 4-0으로 승리하며 데뷔 전을 치렀다.

### 디나모 키이우
이듬해 여름, 로초슈빌리는 디나모 키이우와 5년 계약을 맺었지만, 2018년 3월에 자신의 유소년 클럽으로 다시 임대되었고, 이후 2019년 2월에 슬로바키아의 질리나로 임대되었다.

#### 질리냐로의 임대
로초슈빌리는 2019년 4월 6일 DAC 1904 두나이스카스트레다와의 경기에서 질리나 소속으로 프로 데뷔 전을 치렀다.

### 볼프스베르거 AC
2020년 중반, 로초슈빌리는 오스트리아로 이적하여 볼프스베르거 AC에 입단하였다. 2021년 3월 21일, 그는 5-3으로 이긴 아우스트리아 빈과의 원정 경기에서 자신의 골 계정을 열었다.

### 크레모네세
2022년 8월 10일, 로초슈빌리는 이탈리아의 크레모네세와 계약을 체결했다. 8월 22일 AS 로마와의 경기에서 처음으로 출전했다. 2023년 4월 8일, 로초슈빌리는 3-2로 이긴 삼프도리아와의 원정 경기에서 세리에 A 첫 골을 기록했다.

## 국가대표팀 경력
로초슈빌리는 2021년 9월 5일 스페인과의 2022년 FIFA 월드컵 예선 전에서 조지아 국가대표팀 데뷔 전을 치렀고, 이 경기에서 선발로 출전해 전체 경기를 소화했다.
2023년 10월 12일 태국과의 친선 경기에서 하프타임 직전에 6번째 골을 넣으며 득점에 성공했다.